# Черкола
Черкола (итал. Cercola) је насеље у Италији у округу Напуљ, региону Кампанија.
Према процени из 2011. у насељу је живело 17821 становника. Насеље се налази на надморској висини од 70 м.

## Становништво
Према резултатима пописа становништва 2011. у општини је живело 18.128 становника.
| 1931. | 1936. | 1951. | 1961. | 1971.  | 1981.  | 1991.  | 2001.  | 2011.  |
| ----- | ----- | ----- | ----- | ------ | ------ | ------ | ------ | ------ |
| 5.115 | 5.593 | 7.351 | 8.420 | 10.827 | 13.945 | 16.901 | 18.876 | 18.128 |